# 耶勒勒
35°43′N 0°21′E / 35.717°N 0.350°E
耶勒勒（阿拉伯语：‎），是阿爾及利亞的城鎮，位於該國西北部，由埃利贊省負責管轄，是耶勒勒區的首府，面積116平方公里，海拔高度135米，2008年人口38,101人，人口密度每平方公里327人。